# Ferit β
Ferit β je název pro paramagnetickou fázi tuhého roztoku uhlíku v železe alfa, který se vyskytuje nad 760 °C, tzv. Curieova teplota, a která se též označuje jako A2.

## Charakteristika
Primární fáze uhlíkových ocelí a většiny litin při pokojové teplotě je feromagnetický ferit α. Při zahřívání slitiny železo-uhlík nad kritickou teplotu A2 dochází k tepelné emisi při náhodném pohybu atomů, které překonává orientovaný magnetický moment nepárových elektronových spinů v atomovém obalu.
Ferit β je z krystalografického hlediska identický s feritem α, rozdíl tvoří magnetická doména a zvětšený parametr mřížky kubické prostorově středěné struktury, který roste s teplotou,. Ten má jen minimální dopad na tepelné zpracování ocelí. Proto se fáze β obvykle neuvažuje jako samostatná fáze, ale pouze jako oblast feritu α za vyšší teploty. Obdobně ani A2 nemá zásadní vliv ve srovnání s eutektoidní teplotou A1 a kritickou teplotou austenitizace A3 resp. Acm.
V binárním diagramu železo-uhlík by technicky měla být oblast nad A2 označovaná jako β + γ místo obvyklého α + γ. Označení fáze, tedy β, je založeno na posloupnosti alotropických modifikací resp. fází slitiny železo-uhlík označovaných písmeny řecké abecedy: železo α resp. ferit α, železo β resp. ferit β, železo γ resp. austenit, železo δ resp. ferit δ (vysokoteplotní modifikace železa α resp. feritu α), železo ε (stabilní za působení vysokého tlaku).

### Vliv teploty A2na indukční ohřev
Ferit β a teplota A2 jsou velmi důležité faktory pro indukční ohřev oceli, stejně jako pro povrchové kalení. Pro kalení a popouštění jsou oceli většinou autentizovány při teplotě 900–1000 °C. Vysokofrekvenční střídavé magnetické pole indukčního ohřevu ohřívá ocel dvěma mechanismy pod Curieho teplotou jednak odporovým ohřevem (I2R) a jednak feromagnetickými hysterezními ztrátami. Nad A2 se hysterezní mechanismus vytrácí, přitom je potřebné množství energie při zvýšení o jeden °C podstatně větší. Zatížení obvodů může způsobovat kolísání impedance v indukčním zdroji způsobené kompenzací změny.